# Stylopauropus oregonensis
Stylopauropus oregonensis är en mångfotingart som beskrevs av Hilton 1930. Stylopauropus oregonensis ingår i släktet skaftfåfotingar, och familjen fåfotingar. Inga underarter finns listade i Catalogue of Life.